# Malcolms babbelaar
Malcolms babbelaar (Argya malcolmi, synoniem: Turdoides malcolmi) is een zangvogel uit de familie Leiothrichidae. De soort werd wetenschappelijk beschreven door kolonel William Henry Sykes, die ze indeelde in het genus Timalia (Timalia malcolmi). De soortnaam is een eerbetoon aan majoor-generaal Sir John Malcolm als dank voor de steun die deze gaf aan het onderzoek van Sykes.

## Verspreiding en leefgebied
Deze soort is endemisch in India.

## Status
De grootte van de populatie is niet gekwantificeerd maar de soort wordt omschreven als plaatselijk algemeen. Op de Rode lijst van de IUCN heeft deze soort de status niet bedreigd.